# Данцигер, Вадим Иосифович
Вадим Иосифович Данцигер (род. 1 ноября 1969, Москва, СССР) — российский актёр театра и кино, театральный режиссёр. Художественный руководитель Тульского академического театра драмы имени М. Горького с 2024 года.

## Биография
Вадим Иосифович Данцигер родился 1 ноября 1969 года в Москве.
В 1989 году окончил Иркутское театральное училище по специальности «Актёр театра и кино».
С 1989 по 1990 году работал актёром во Всероссийском объединении «Творческие мастерские».
С 1990 по 1993 году работал актёром в Центральном театре Советской армии
В 1997 году окончил ГИТИС (мастерскую Л. Е. Хейфеца) получив специальности «Режиссёр театра» и «Актёр театра и кино».
В 2013—2014 годах занимал должность главного режиссёра Нижегородского театра драмы имени Горького. Сотрудничал в театре им. Ермоловой, Владимирском театре драмы.
С августа 2024 года — художественный руководитель Тульского академического театра драмы имени М. Горького.

## Творчество

### Постановки в театре
- г. Москва «Абрикосовый рай» Е. Исаевой в лаборатории В. П. Гуркина при МХТ им. Чехова совместно с «Дебют Центром» при Доме Актёра им. Яблочкиной. Премьера 7 апреля 1997 года
- г. Москва «Юдифь» Е. Исаевой в «Центре драматургии и режиссуры п/р Алексея Казанцева и Михаила Рощина». Премьера состоялась 10 октября 1997 года
- «Новая жизнь» по пьесе Е. Шагаловой «Цепов» в «Центре Режиссуры и Драматургии п./р. Алексея Казанцева и Михаила Рощина». Премьера состоялась 17 апреля 1998 года.
- г. Москва театр им. М. Н. Ермоловой: «Сальери Forever» по «Маленьким трагедиям» А. С. Пушкина. Премьера состоялась 24 февраля 1998 года
- г. Москва театр им. М. Н. Ермоловой: «Блажь» по пьесе А. Н. Островского. Премьера состоялась 12 ноября 1999 года.
- В Пензенском Областном Драматическом театре им. Луначарского — «WOLFGANG» по пьесе Е. Исаевой и В. Поплавского «Счастливый Моцарт». Премьера состоялась 8 февраля 2000 года.
- г. Белгород Областной Драматический театр им. Щепкина — «Как важно быть серьёзным» по пьесе О. Уальда. Премьера состоялась 22 мая 2000 года.
- Ноябрь 2001 года. В рамках Международного театрального фестиваля «NET» представлял пьесу Роберта Вельфля «Сердцу работу, любовь рукам».
- г. Москва — «Инфернальная комедия» по пьесе Е. Исаевой в «Центре Драматургии и Режиссуры п./р. Алексея Казанцева и Михаила Рощина». Премьера состоялась 16 декабря 2002 года
- 7 мая 2002 года состоялась премьера в «Актёрском Товариществе — Эргиль» театрального проекта «Филейно!» по пьесе А. Пояркова «Песнь козлов». Прокат осуществляло театральное агентство «Премьера».
- 26 сентября 2002 года состоялась премьера в «Театр.doc» спектакля «Забавное богоискательство, или Исповедь человека среднего возраста» по пьесе Р. Белецкого.
- 15 ноября 2002 года в рамках проекта Комитета по культуре правительства Москвы и Союза Театральных деятелей РФ «Свободные площадки» состоялась премьера спектакля «Отражения» по пьесе Т. Стоппарда.
- 21 мая 2003 года состоялась премьера спектакля «Диалоги о животных» по пьесе Александра Железцова на площадке театра М. Н. Ермоловой.
- 12 октября 2003 года состоялась премьера мюзикла «Праздник непослушания» по одноимённой сказке С. Михалкова. Премьера состоялась на сцене «Мир кинотавра» Марка Рудинштейна.
- 23 февраля 2004 года в Пензенском Областном Драматическом театре им. Луначарского по пьесе К. Гоцци «Ворон» состоялась премьера спектакля «Осторожно артисты!»
- 21 февраля 2005 года состоялась премьера в театре Маяковского спектакля «Бермуды» по пьесе Ю. Юрченко
- 28 февраля 2005 года на сцене театра Вахтангова состоялась премьера спектакля «Путешествие в стиле блюз» по повести Олдриджа «Последний взгляд»
- 12 октября 2005 года состоялась премьера спектакля «Один на миллион» по пьесе Ж.. Боласко «Пьяная ночь» В театре им. Глеба Дроздова «Колесо», город Тольятти.
- 10 апреля 2006 года состоялась премьера спектакля «Причины и следствия, или Стакан воды» по пьесе Э.Скриба. В театре им. Глеба Дроздова «Колесо», город Тольятти.
- 18 октября 2006 года состоялась премьера спектакля «Лисистрата» по пьесе Аристофана. Театр Любомира Кабакчиева, город Казанлык Болгария.
- 20 октября 2007 года состоялась премьера театра «Тест» на сцене театр им. М. Н. Ермоловой, спектакля «Не для меня» по пьесе В. Гуркина «Саня, Ваня, с ними Римас».
- 20 сентября 2008 г. Состоялась премьера спектакля «Бонжур и до свидания» на сцене театр им. М. Н. Ермоловой по пьесе Жан-Клод Ислера «Лёгкой жизни никто не обещал»
- 29 октября 2008 года состоялась премьера на сцене «Центре Драматургии и Режиссуры п./р. Алексея Казанцева и Михаила Рощина» спектакля «Бедный Уильмс» по пьесе Т. Уильмса «Прекрасное воскресение для пикника»
- 10 апреля 2009 года состоялась премьера спектакля «Кин IV» по пьесе Г. Горина. На сцене ТЮЗа им. Вампилова г. Иркутск.
- 13 октября 2009 года состоялась премьера спектакля «Подымите мне веки» по повести Н. В. Гоголя «Вий». Антреприза «Оазис»
- 9 октября 2010 года состоялась премьера спектакля «Уловки Дороти Дот» по пьесе С.Моэма «Дороти Дот» в Академическом театре КОМЕДИИ им. Акимова С. Петербург.
- 31 марта 2012 года состоялась премьера спектакля «Один день из жизни города Мордасова» по повести Ф. М. Достоевского «Дядюшкин сон» в Академическом театре им. Горького г. Владивосток.
- 31 января 2013 года состоялась премьера спектакля «Мещане» по одноимённой пьесе М.Горького в Нижегородском государственном академическом театре драмы им. Горького.
- 13 февраля 2014 года состоялась премьера спектакля «Третья правда, или История одного преступления» по пьесе О. Михайловой в Нижегородском государственном академическом театре драмы им. Горького.
- 22 апреля 2014 года состоялась премьера спектакля «Опера нищих» по пьесе Дж. Гея в Нижегородском государственном академическом театре драмы им. Горького.
- 10 сентября 2014 в Московском театре «Кураж» состоялась премьера спектакля «В ожидании Некто» по пьесе Луиджи Лунари «Трое на качелях».
- 30 мая 2015 года состоялась премьера спектакля «Женитьба» по пьесе Н. В. Гоголя в Академическом театре им. Горького г. Владивосток.
- 14 ноября 2015 года в Краснодарском академический театре драмы им. Горького состоялась премьера спектакля «Один день из жизни города М.» по повести Ф. М. Достоевского «Дядюшкин сон»
- 16 декабря 2015 года в литературном кафе «Безухов» в рамках проекта «ДРАМА_talk: между текстом и театром» прошла читка пьесы Филиппа Леллуша «Пить, курить и рулить»
- 28 февраля 2016 года в Нижегородском театре «Комедія» состоялась премьера спектакля «Дом, который построил Свифт» по пьесе Г. Горина
- 28 мая 2016 года состоялась премьера спектакля «Заповедные дали» по повести С. Д. Довлатова «Заповедник» в Приморском краевом академическом драматическом театре имени Горького г. Владивосток.
- 18 ноября 2016 года во Владимирском академическом областном театре драмы состоялась премьера спектакля «Визит дамы» по пьесе швейцарского драматурга Фридриха Дюрренматта «Визит старой дамы»
- 27 марта 2017 года В нижегородском театре «Комедія» прошла премьера спектакля «Безумный день, или Женитьба Фигаро» по пьеса Бомарше
- На 28 сентября 2017 года в Челябинском театре драмы имени Наума Орлова намечена премьера спектакля «Мнения сторон» по пьесе Рональда Харвуда.

### Актёр кино
- 1994 — Триста лет спустя
- 2005 — Золотой телёнок — Лев Рубашкин

### Режиссёр кино
- 2007 — Атлантида, RWS
- 2008 — Чемпион, RWS
- 2008 — Шальной ангел (телесериал), RWS
- 2009 — Любовь — не то, что кажется, RWS
- 2010 — Черкизона. Одноразовые люди, RWS
- 2011 — Сахар, Студия K.U.M. Prodaction
- 2013 — Следаки, Reality Production
- 2013 — Верное средство, Reality Production
- 2013 — Супер Макс, «Среда», «Стори Фёрст Продакшн»

## Награды

### Театр
- 1997 год лауреат Десятого Театрального Фестиваля «Театральные вечера» г. Чернигов, спектакль «Абрикосовый рай».
- 2000 год лауреат Второго Международного Театрального Фестиваля «Театральная площадь», спектакль «Юдифь»
- 2001 год на Третьей Всемирной Театральной Олимпиаде был представлен двумя спектаклями: «Инфернальная комедия» и «Юдифь».
- 2001 год лауреат Четвёртого Всероссийского Театрального Фестиваля в г. Белгороде «Актёры России — Михаилу Щепкину», спектакль «WOLFGANG».
- 2002 год лауреат Театрального Фестиваля «Театральный мост» г. Пенза, спектакль «Филейно!»
- 2002 год лауреат «Третьего Международного Театрального Фестиваля Стран Черноморья» г. Трабзон (Турция), спектакль «Блажь».
- 2002 год лауреат Всероссийского Театрального Фестиваля г. Воронеж, спектакль «Как важно быть серьёзным».
- 2003 год лауреат «Четвёртого Международного театрального Фестиваля имени Волкова» г. Ярославль, спектакль «Как важно быть серьёзным».
- 2006 год лауреат V Международного фестиваля на волге «Театральный круг» г. Тольятти Спектакль «Причины и следствия, или Стакан воды»
- 2007 год Пятый московский международный театральный форум «Золотой витязь». Спектакль «Не для меня» получил главный приз за лучший спектакль.
- 2015 год Ежегодный театральный фестиваль «Премьеры сезона» в Нижнем Новгороде. Спектакль «Третья правда, или История одного преступления»
- 2016 год Премии Нижнего Новгорода удостоился коллектив нижегородского театра «Комедія» за спектакль «Дом, который построил Свифт», поставленный московским режиссёром Вадимом Данцигером.

### Кино
- Черкизона. Одноразовые люди (2010 г. RWS). — лауреат Первого фестиваля сериалов и многосерийного кино «Золотой носорог»
- «SUGAR» Сахар (2011 г. Студия K.U.M. Prodaction) — лауреат Канского фестиваля «SHORT FILM CORNER» (2011г),